# 塩原多助一代記 (歌舞伎)

塩原太助と愛馬「あお」の銅像（群馬県みなかみ町）

『塩原多助一代記』（しおばらたすけいちだいき）とは、歌舞伎の演目のひとつ。全六幕。明治25年（1892年）1月、東京歌舞伎座にて初演。三代目河竹新七の作。初代三遊亭圓朝が口演した同名の噺を舞台化したもの。

## あらすじ

### 序幕
（上州大原村茶店の場）ここは上州大原村の茶店、旅の者や近在の者が茶を飲むなどして休んでいる。そこにやはり近在の百姓塩原角右衛門が通りかかった。ちょうど茶店のあるじ九兵衛も馬を曳いて戻ったところで、角右衛門は九兵衛に、これから田畑とする土地を買いに行くのだと話す。だがそのとき茶店で休んでいた行商人が、土地を買うために角右衛門が持っていた大枚の金包みに目をつけていた…。
（同　藪坂峠谷間の場）角右衛門は峠を越えようと山道を急ぐ。そこへ、角右衛門のあとをつけて声を掛けてきたのは先ほど茶店で休んでいた行商人であった。
行商人は岸田右内と言い、もとは武家奉公をしていまは旅の行商で身過ぎをする者であった。その右内の話すところによれば、右内が仕えていた侍は現在浪人しているが昨日訪ねると、五十両の金があればふたたび仕官がかなうのだという。自分にはそんな大金を用意する才覚もなく、どうしたものかと思っていたところ、最前角右衛門が大枚そうな金を持っている様子を見た。そこでその金を借りたいと頼みに来たというのである。しかし角右衛門がそれを信用するはずもなく、おおかたこいつは山賊だろうと疑う。右内は土下座して必死に頼むが、角右衛門は右内を殴り付け罵って足蹴にするので、ついに右内は怒って自分の脇差を抜いた。さすがに角右衛門もびっくりしてその場を逃げ出し、右内はあとを追ってゆく。右内は刀も捨て、角右衛門を追いかけてなおも金を貸してくれるよう頼むが角右衛門はやはりとりあわない。そのうち双方もみあいとなり、角右衛門が盗賊だ人殺しだと叫ぶ。と、銃声が響き、右内が倒れた。
右内が撃たれて倒れるところに、鉄砲を持った猟師がやってきた。猟師は盗賊だ人殺しだという角右衛門の声を聞き、また争う様子を遠くで見て右内を鉄砲で撃ったのだった。だがこの猟師とは右内が仕えていた塩原角右衛門という侍で、五十両という金はこの角右衛門（侍）のために欲していたものだったのである。断末魔の右内の口から仔細を聞いた角右衛門（侍）は右内を憐れみ、撃ったのを許してくれと詫びたが右内は息絶える。そこへ角右衛門（侍）の妻お清が、八つになるせがれ多助の手を引いて現われた。角右衛門（侍）の帰りが遅いので案じて迎えに来たのだったが、右内の有様を見て驚く。お清は、右内が訪れたときに自分が五十両の金があればとつい口を滑らせたからこんなことになったのだと嘆くのであった。角右衛門（百姓）もこの場の様子を不憫がり、同姓同名なのもなにかの縁と、自分が持っていた五十両の金を角右衛門（侍）に渡そうとした。角右衛門（侍）は辞退するが、では何かと引き換えにしようと角右衛門（百姓）は言う。その結果、その場に連れていた八つの多助を角右衛門（百姓）の養子にすることになり、お清は嘆きつつも角右衛門（侍）は金を受取るのだった。

### 二幕目
（下新田塩原宅の場）そしてそれから、十五年の月日が流れた。
塩原角右衛門（百姓）は在所では知られた大百姓であったがすでに他界し、そのあとを養子の多助が継いでいる。角右衛門（百姓）は後添えにお亀という女を迎えており、その連れ子である娘のお栄は多助と夫婦になっていた。しかし角右衛門（百姓）が死んだ後はお亀もお栄も自堕落のし放題、沼田の城の藩士である原丹次とそのせがれの丹次郎を家に引き入れて昼間から酒を飲んだり三味線を弾いたりしている。しかのみならずお亀は丹次と密通し、またお栄も、これもこともあろうに亭主持ちでありながら丹次郎と密通していたのだった。今日も丹次と丹三郎は、日の高いうちから塩原の家に来ている。
お栄は、ほんらい亭主の多助を嫌い丹三郎と所帯を持ちたがっていた。そこでお亀たちは多助に言いがかりをつけ、お栄を離縁しろというが、多助は死んだ父角右衛門（百姓）の遺言によって別れるわけにはいかないとつっぱねるので、お亀は怒って持っていたきせるで多助をぶち据える。そこへあらわれたのは、親戚である分家の太左衛門。太左衛門はふだんから耳にするお亀たちの様子に堪り兼ね、意見しに来たのだった。お亀たちは太左衛門にやり込められ、とりあえず離縁の話は引っ込めるしかなかった。
そのあと、多助は隣村まで麦を届けるために出かけていき、太左衛門も帰っていった。だがお亀たちはなおも、邪魔な多助を今行く道の途中で殺してしまおうとの悪巧みを重ねるのだった。
（作場道庚申塚の場）多助は麦を愛馬のあおに背負わせたのを無事届け、もはや日も暮れ暗い帰り道を歩む。ところがあおがいきなり、その歩みを止めた。多助がいくら曳いても動かないので困っていたところ、そこに同じ村の百姓幸右衛門のせがれ円次郎が通りかかる。円次郎にたづなを持たせて曳くとあおは歩み、多助が再び持って曳くと動かない。多助は致し方なくあおを円次郎に曳いてもらい、自分は円次郎の荷を担いで行くことにした。円次郎はあおとともに先に道を行く。
だが、あおを曳いて道を行く円次郎の脇腹を、何者かが竹槍でいきなり突いた。それは原丹次であった。円次郎は倒れる。丹次は止めを刺そうとするが人が来る気配にその場を逃げ去った。丹次は暗い中あおを曳いていた円次郎を、多助と勘違いしたのである。
そこへやってきた多助は、血だらけになった円次郎の様子にびっくりする。円次郎は、これはおそらくお亀たちの仕業だろうとそれとなく言い、今夜の内にもこの土地から逃げるよう言い残し息絶えた。多助は円次郎の死を悲しんだが、その遺言に従ってこの地を離れる決心をした。しかしあおは連れてゆけないので、多助は近くの松の木に手綱を結わえる。じつはあおは十五年前、角右衛門（百姓）が九兵衛から買った馬で、多助と同時に塩原家に来たのだった。それから多助はあおを可愛がり面倒をみ、荷を負わせても労わりつつ曳いてきた。長年一緒にいた愛馬との別れに多助は涙するが、あおのほうも多助の袖を加えてひきとめようとする。あまりのつらさに泣き伏すも、やがて多助は思い切ってその場を走り去るのだった。

### 三幕目
（塩原宅馬部屋の場）塩原家の馬部屋の近くに、魚屋が来て干物を卸している。きょうこの家に婚礼があってその用意のためであったが、それはお亀たちが、多助が家出して行方を絶ったのをよいことに、お栄と丹三郎の祝言をすることにしたのである。そんな仕儀に忠義者の下男の五八は憤っていた。馬部屋にはあのあおが戻されて入れられている。
（同　奥座敷婚礼の場）塩原家の奥座敷ではお亀や丹次、名主惣右衛門も同席する前で、お栄と丹三郎がいましも祝言の盃をかわそうとしていた。そこへ太左衛門が乗り込み、多助の行方をよく詮索しようともせず、分家の自分に断りもないこの祝言は承知できないと抗議する。お亀と丹次がなだめようとするも、太左衛門は聞く耳を持たない。やがて争ううちに、表からけたたましく太鼓や竹法螺の音が聞えてきた。これは日ごろからお亀たちのことを憎む村人たちが、塩原の家からたたき出そうと攻め寄せてくる合図であった。お亀たちは驚いてその場を立ち退こうとする。
（元の馬部屋の場）逃げようとする丹三郎お栄を五八が捕まえようとするが、丹三郎が刀を抜いたので五八は厩の中に逃げ込む。それを追って斬りつけようとするはずみに、あおをつないでいた手綱が切れるとあおは暴れだし、なんと丹三郎とお栄を噛み殺した。逃げようとする丹次とお亀は丹三郎とお栄の死骸を見てびっくりするが、そこへあおがなおも丹次たちに襲い掛かろうとするので丹次はあおを斬り殺し、家に火をつけてお亀とともにその場を逃れるのだった。

### 四幕目
（横堀村地蔵堂の場）それから二年ほどが過ぎた。
上州横堀村の地蔵堂には妙岳という年老いた尼が住み、堂を守っていた。大雪の降る中、道を行く男女の二人連れがその地蔵堂にたどり着く。女は懐に赤子を抱えていたが、それは原丹次とお亀であった。ふたりは塩原の家から逃げるときに金を持ち去り家に火をつけた罪科で追われており、その潜伏の途中でお亀は丹次の子を産み落としていた。江戸へ逃げて行くつもりのふたりはこの大雪に難渋し、一夜の宿をこの地蔵堂に求めたのだった。ところがその堂を守る妙岳をよく見るとその昔、お栄をかどわかしたまたたびお角という女。お栄は結局廻り廻ってお亀のもとに戻ったものの、お亀からお角の事を聞いていた丹次はお角こと妙岳を斬ろうとする。しかし妙岳は昔の悪事を悔い改心してこの堂を守っていると手をついて詫びるので、丹次とお亀もその場を収め、地蔵堂に泊まることにした。
だが、妙岳は改心などしてはいなかった。妙岳は息子の道連れ小平という悪党とその仲間をひそかに呼び寄せ、やがて丹次とお亀が寝静まった時分、妙岳と小平が忍び入って丹次の荷物を盗もうとする。それに気付いたお亀が声をあげ、丹次も起きて刀を抜き、小平と斬り合いとなる。
（同　裏山越谷道の場）妙岳は盗んだ金をもって逃げようとするが丹次に追いつかれ斬り殺された。このとき後ろから小平も丹次に斬りつけ、斬り合いとなるうちに丹次は小平に倒される。その場に赤子を抱えて現われたお亀も逃げ回るうちに足を滑らせ、深い谷川へと親子ともども落ちていった。

### 五幕目
（戸田家通用門の場、同　邸内塩原宅の場）いっぽう在所を逃れたあの多助はどうなったか。
どうにか江戸にまで出た多助は、いったんは実父である塩原角右衛門（侍）を頼ろうとしたが、角右衛門（侍）は仕官が叶い、その主君の領国である遠国の島原に行ったことを知る。いよいよ困窮した多助を助けたのは、山口屋善右衛門という大店の炭屋であった。思い詰めて川へと身投げしようとした多助を、たまたま通りかかった善右衛門が助けたのである。それから多助は善兵衛の店で奉公人として働いていた。多助は働いて溜めた金を持って故郷の沼田に帰り、塩原家を立て直すつもりだった。
そんなある日のこと、多助は炭を納めに昌平橋近くにある大名戸田家を訪れた。その屋敷内の藩士の住いに炭を納めて帰ろうとすると、ふとその座敷にある鎧櫃に目が留まる。その鎧櫃には「塩原角右衛門」という名札がついていた。多助は驚きもしやと思うところ、その家の妻が出てきてなにをしているのかと多助を質す。その妻と言葉をかわすうちに多助の思ったとおり、ここは実父塩原角右衛門（侍）の住いであり、出てきた女は多助の実母お清だったのである。角右衛門（侍）は二十年の年月を経て島原から戻り、江戸詰めとなっていたのだった。お清も驚きつつ、二十年ぶりのわが子との再会を涙して喜ぶのであった。
だがその場にいた角右衛門（侍）は、炭屋の下男に用はないとお清を奥へと入らせた。じつは角右衛門（侍）は分家の太左衛門に書状を送り塩原家（百姓）の様子を尋ねていたが、その返信に角右衛門（百姓）がすでに死去し、多助が家を継いだものの家を出て行方知れずとなり、塩原家（百姓）も火事で焼け退転したことを聞いていた。どういうわけにもせよ家を捨てその養家を退転させるとはいわんかたなき不埒者、もとより養子として縁を切った以上は親でも子でもないと、角右衛門（侍）はお清のとりなしも聞かず多助を追い払おうとする。多助はそれとなくいままでの事情を語ったが、角右衛門（侍）は本心では多助の身の上を不憫に思いつつも、なおも荒々しい様子で、少しずつでも金を貯めそれで塩原家（百姓）を立て直すことこそ誠の人というもの、それが出来たときその願いも、すなわち親子の対面も叶うだろうからはやく帰れと言う。なおも父にその顔を見せてくれるよう願う多助に、角右衛門（侍）は長押の上の槍を取って多助を突こうと擬勢するので、多助は涙ながらにその場を立ち帰って行く。しかしお清はもとより角右衛門（侍）も、見られまいと隠しつつ涙を流すのであった。

### 大詰
（本所四目茶店の場）そしてそれからさらに数年が立った。
多助は善右衛門のもとで懸命に働いたかいあって、本所に小さいながらも炭屋の店を開くことが出来た。粉炭といって砕けた細かい炭を量り売りする商いを始めたところこれが大繁盛で、今日もその粉炭を担いで多助はあちこちを行商して廻っている。
やがていつもの茶店で、多助は休むことにした。そこには近所で仲良くしている空き樽買いの久八もすでにいて休んでおり、多助は久八と金の貯め方について茶を飲みながら話すのだった。この茶店は大商人の藤野屋杢右衛門の屋敷の裏手にあったが、その藤野屋の裏口から下女が出てきて久八に声を掛けた。なんでも主人の杢右衛門が、久八に用があるのだという。久八は何事だろうといぶかりながらも、下女とともに藤野屋へと入った。
多助は一人残って茶を飲んでいる。とそこへ数人の女乞食が、これも子連れで目の見えない女の乞食を捕まえて騒ぎながら出てきた。どうやらその子連れの乞食が、縄張りを荒らしたと責められているらしい。多助は子連れの女を庇い、乞食たちに一文ずつ与えてその場を去らせた。
女は多助に礼をいう。だがじつはこの女こそあのお亀の成れの果て、連れている子は原丹次との間に出来た四万太郎だった。多助はお亀だと気付いて助けたのである。お亀も助けてもらったのが多助だと気付くと、その場で土下座しこれまでのことを泣きながら多助に詫びた。お亀はあの横堀村の谷にまだ赤子だった四万太郎ともども落ちたもののどうにか命は助かったが、その後各地をさまよいついには盲目となり、今の身の上に落ちぶれたのだった。多助は、そのように詫びてくれればもはや恨みもない、こののち自分を頼るようにと懐から一分を出してお亀に与えようとする。邪険にして済まぬことをした多助からこのうえ物をもらっては…と最初は辞退したお亀だったが、その心に感じて一分を受取り、四万太郎に手を引かれてその場を去った。
久八が藤野屋から出てきたが、久八は多助に驚くべき話を聞かせた。それは藤野屋杢右衛門が、その娘のお花を多助の嫁にやりたいというのである。だが多助はばかばかしいと相手にしない。自分のような者とこんな大店のお嬢様とでは釣り合いが取れるわけがないと、多助は久八がとめるのも聞かずに、その場を去るのだった。
（相生町炭屋店の場）それから三ヶ月たった夜のこと。粉炭の量り売りで夜も繁盛する多助の店に、久八が多助に話があると家主の金兵衛を連れて訪れた。金兵衛は久八の住いの家主である。金兵衛の話によれば、じつは久八はまだ独り者だがその親類に十八になる娘がいて、それが嫁の貰い手を捜している。そこで多助がその娘を今日、もらって嫁にしてはくれまいかと頼みに来たとのことである。多助は今日すぐにという話に戸惑ったが、久八の親類というのなら自分にとっては分相応と、その娘との結婚を承知することにした。すると表からその場に現れたのは、藤野屋杢右衛門と振袖姿の娘お花。久八の親類というのはこのお花で、それでもってお花を多助の嫁にさせようとしたのだった。
多助は久八に、自分を騙したのだなと腹を立てるが、お花は多助のもとに嫁ぎたいばかりに親元を離れ、久八の養女となって勝手仕事などの働きを仕込んでもらっていたのである。それでも多助は、そんな振袖を着たような娘はここの家風に合わないから嫁には出来ないというと、お花は近くにあった薪割りで、自分の振袖の袂を切り落とし、こちらに参ればこのような振袖はもう不要、一生着ますまいと斬った袂を多助の前に差し出した。それを見た多助もさすがに感心して、お花を嫁にすることを承知するのだった。
そこへ使用人が、野州の吉田八右衛門という人から千両もの炭が、川船でこの店に届けられたと知らせる。多助は以前この八右衛門の危難を助けたことがあり、その礼に炭を届けたのであった。しかしこのままでは川がその荷船に阻まれてほかの船が行き来できないので、多助たちは夜通しでも荷を運ぼうと、千両の炭を店に運ぶことにした。
（竪川通川岸揚の場）お亀は四万太郎に手を引かれながら木賃宿を目指していたが石につまずき、多助からもらった金を落としてしまう。四万太郎がその金を探して拾い、ふたたび親子は歩もうとするとその後ろからあの道連れ小平が近づき、四万太郎を川の中に蹴り込み、驚くお亀を絞め殺した。小平はお亀が大事の金を落としたというのを聞いたので、大金かと思ってその金を奪おうとしたのだった。だがそこに町方同心とその手先があらわれ小平と立ち回りとなり、ついに小平は捕らえられる。
いっぽう多助の店では八右衛門から送られた炭俵を運ぼうと多助はもとより、久八や金兵衛、杢右衛門お花も一緒になって運んでいた。残る積荷もあと少し、そこへ一番鶏が鳴く。この様子に「これで多助も男になれやんす」と、多助は悦ぶのであった。（以上あらすじは、『日本戯曲全集』第三十二巻所収の台本に拠った）

## 解説
この歌舞伎の『塩原多助一代記』は、初演時には五代目尾上菊五郎が多助と小平の二役を兼ねていた事もあり、脚色の上で圓朝の原作の筋を変え、話もかなり端折ったところがある。上のあらすじで略したところをつけくわえると、お亀はじつは塩原角右衛門（侍）の妻お清の妹で、それが角右衛門（侍）の家来岸田右内と恋仲になって駆け落ちし江戸の裏長屋に住む。その後死んだとは知らず右内の行方を捜しに、まだ幼いお栄を連れて自ら上州に出たが、そこでお栄がまたたびお角にさらわれたり、たまたま通りかかった角右衛門（百姓）に助けられるなどいろいろあって、角右衛門（百姓）の後添えとなるのである。いわばお亀は多助にとっては義理の母であるが、実際の血筋の上では伯母にも当たるわけである。お栄も多助のいとこということになるが、三代目河竹新七の脚本ではそのあたりのいきさつは多助などの口から語られるだけである。しかしいずれにせよこの舞台化された『塩原多助一代記』も圓朝の口演と同様、お亀たちのように悪事には相応の報いが来るという「因果応報」の話を加えることによって観客の興味を深め、多助の出世話というだけでは終らぬ内容になっているといえる。
塩原多助の話については圓朝が高座にかけてのち、この『塩原多助一代記』の前に二度舞台化されていたが、本作を上演するに当って多助と小平の二役を勤めることになった菊五郎は芝居茶屋に圓朝本人を招き、その口演を直接聞き上州訛りや扮装についても事細かく尋ね、また圓朝も初日から六日までこの芝居を見物し、菊五郎にいろいろと演技の上での注文を出したという。そして『塩原多助一代記』は大当りを取り、ほんらい二十二日間の興行の予定を八日延長したほどであった。興行前には、多助のような役は菊五郎の柄にあわないだろうともいわれたが、幕が開くと上州訛りをわざとらしくなく器用に操り、その演技はもとより扮装にも気を配って上州の百姓らしさを見せたのが評判となった。そのなかでも二幕目の愛馬あおとの別れが特に好評であったと伝わる。また一方では多助とは正反対の役柄である悪党道連れ小平も見事に演じ分け、多助役に劣らぬ好評を得ている。しかしこの芝居が当時大いに受けたのは、菊五郎の芸のほかにも「立身出世」の賞賛という明治の風潮があり、百姓の多助が艱難辛苦のすえ大出世するという話が、その風潮に乗って喜ばれた向きもあったようである。
なお初演の時には三幕目の次に「中幕」として、『箱根山曽我初夢』（はこねやまそがのはつゆめ）という曽我の対面の芝居があり、それがじつは道連れ小平の夢だったという幕があった。ゆえに初演当時にはこの芝居は、残されている番付にも「七幕」と記されている。この中幕は三代目新七の師匠である河竹黙阿弥が書いたが、ほかに五幕目もじつは黙阿弥が脚本を書いたのだといわれる。
五代目菊五郎はその後明治30年（1897年）にもこの塩原多助を再演し、やはり好評を得たが、このときは小平のくだりは抜いて演じられた。五代目ののちはその息子の六代目菊五郎が五度この多助を演じているが、六代目は五代目とは違って演技を写実に徹し、舞台の道具や演出に自分なりの工夫を加えて演じた。戦後は菊五郎劇団で二代目尾上松緑が多助を演じている。

## 初演の時の主な役割
- 塩原多助、道連れ小平（二役）…五代目尾上菊五郎
- 塩原角右衛門（侍）、原丹次（二役）…七代目市川八百蔵
- お清、お亀（二役）…二代目坂東秀調
- 塩原角右衛門（百姓）、尼妙岳じつはまたたびお角、久八（三役）…四代目尾上松助
- 原丹三郎…二代目尾上菊之助
- お栄、お花（二役）…五代目尾上栄三郎
- 太左衛門…坂東彦十郎